# كوليوس أمبونيكوس
كوليوس أمبويينيكوس، المعروف أيضًا باسم بليكترا نتس أمبويينيكوس، هو نبات معمر شبه عصاري من عائلة الشفوية (Lamiaceae) يتميز بنكهة ورائحة تشبه الزعتر. يُعتبر كوليوس أمبويينيكوس أصليًا في بعض مناطق إفريقيا وشبه الجزيرة العربية والهند، على الرغم من أنه يُزرع على نطاق واسع ويعيش طبيعيًا في أماكن أخرى من المناطق الاستوائية حيث يُستخدم كتوابل ونبات زينة. تشمل أسماؤه الشائعة في الإنجليزية البوراج الهندي، بوراج الريف، الزعتر الفرنسي، النعناع الهندي، النعناع المكسيكي، الأوريجانو الكوبي، الزعتر ذو الأوراق العريضة، النعناع الحساء، والزعتر الإسباني. تشير كلمة "أمبويينيكوس" في الاسم العلمي إلى جزيرة أمبون في إندونيسيا، حيث تم العثور على النبات لأول مرة ووصفه بواسطة جواو دي لوريرو (1717–1791).

## الوصف
كوليوس أمبويينيكوس هو عضو في عائلة الشفوية (Lamiaceae) وينمو حتى ارتفاع 1 متر (3.3 قدم). الساق سمين، بطول يتراوح بين 30-90 سم (12-35 بوصة)، وتكون مغطاة إما بشعيرات طويلة وصلبة (شعر خشن) أو مغطاة بكثافة بشعيرات قصيرة ومستقيمة (شعر حريري). الساق القديمة تكون ناعمة (غير مشعرة).
الأوراق يبلغ طولها من 5 إلى 7 سم (2.0-2.8 بوصة) وعرضها من 4 إلى 6 سم (1.6-2.4 بوصة)، سمينة، غير مفصولة (بسيطة)، عريضة، وشكلها بيضاوي/بيضوي مع طرف مدبب (بيضاوي). الحواف مسننة بشكل خشن إلى مسننة-مجزأة باستثناء القاعدة. الأوراق مغطاة بكثافة بالشعيرات (مشعرة)، والسطح السفلي يحتوي على أكبر عدد من الشعيرات الغدية، مما يعطي مظهرًا مغطى بالصقيع. العنق يبلغ طوله من 2 إلى 4.5 سم (0.79-1.77 بوصة). يمكن وصف رائحة الأوراق بأنها مزيج حاد من روائح الأوريجانو، والزعتر البري والتربنتين. طعم الأوراق يوصف بأنه مشابه لطعم الأوريجانو، ولكن مع نكهة حادة تشبه النعناع.
تتموضع الزهور على ساق قصيرة، باللون البنفسجي الفاتح، في تجمعات كثيفة تحتوي على 10-20 زهرة (أو أكثر) في دوائر كثيفة (عناقيد)، على فترات متباعدة، في نورة رشيقة شبيهة بالسنبلة طويلة ورفيعة. محور النورة يتراوح طوله من 10 إلى 20 سم (3.9–7.9 بوصة)، سمين ومشعر. الأوراق التلية بيضاوية الشكل، طولها من 3 إلى 4 سم (1.2–1.6 بوصة)، حادة. الكأس على شكل جرس، طوله من 2 إلى 4 مم (0.079–0.157 بوصة)، مشعر وغدي، ذو 5 أسنان متساوية تقريبًا، السن العلوي بيضاوي الشكل ممدود، غير حاد، حاد بشكل مفاجئ، والأسنان الجانبية والسفلية حادة. التويج أزرق اللون، منحني ومنخفض، طوله من 8 إلى 12 مم (0.31–0.47 بوصة)، الأنبوب طوله من 3 إلى 4 مم (0.12–0.16 بوصة). يشبه البوق ويتسع؛ الشفة العلوية قصيرة، قائمة، مشعرة، والشفة السفلية طويلة، مقعرة. الأسدية ملتحمة أسفل الأنبوب حول الأسلوب.
البذور (الحبوب) ناعمة، بنية فاتحة، مستديرة الشكل ومسطحة، تقريبًا بحجم 0.7 × 0.5 مم (0.028 × 0.020 بوصة).

## التوزيع والموئل
موطن كوليوس أمبويتيكوس الأصلي جنوب وشرق أفريقيا (من جنوب أفريقيا (كوازولو ناتال) وإسواتيني إلى أنغولا وموزامبيق وشمالاً إلى كينيا وتنزانيا) وشبه الجزيرة العربية والهند، حيث ينمو في الغابات أو الأدغال الساحلية، على المنحدرات الصخرية والمسطحات الرملية أو الطينية على ارتفاعات منخفضة. تم جلب النبات لاحقًا إلى أوروبا، ومن ثم من إسبانيا إلى الأمريكتين، ومن هنا جاء الاسم "الزعتر الإسباني".

## الأبحاث
في البحث الصرف تم اختبار تأثيرات الزيت العطري مع زيوت أساسية نباتية أخرى لاستخدامها كطارد للبعوض.

## الاستخدامات
للأوراق نكهة قوية. يتم استخدام العشبة كبديل للأوريغانو لإخفاء الروائح والنكهات القوية للأسماك واللحم الضأن والماعز. قد يتم قليها في العجين لإعداد الباكودا أو الرزام. في منطقة البحر الكاريبي، تُستخدم الأوراق بشكل شائع عند تتبيل اللحوم بسبب رائحتها القوية.
يتم استخدام الأوراق الطازجة لتعطير الملابس والشعر. كما يتم زراعته كنبات زينة.

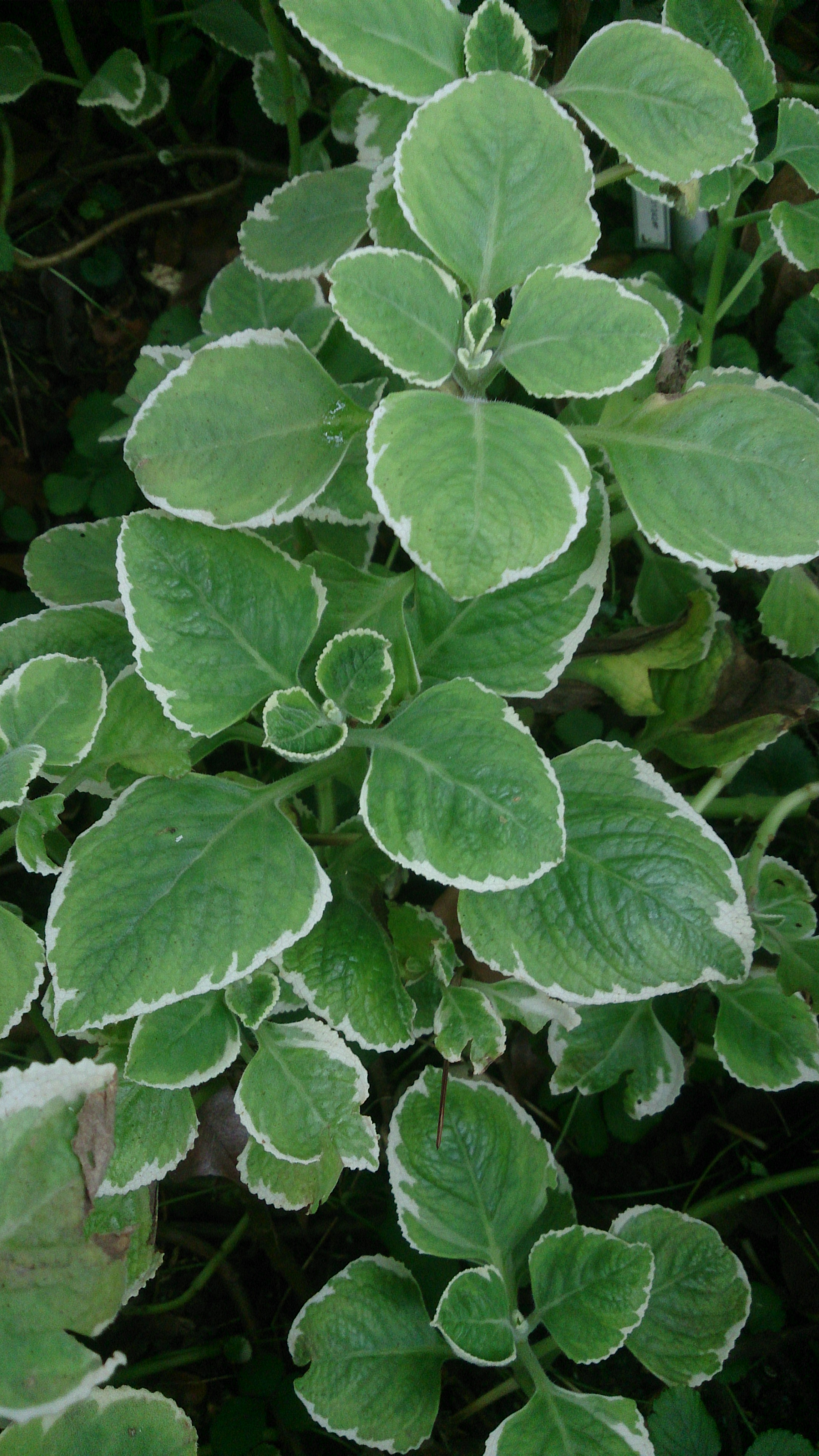
الزعتر الكوبي المتنوع (Coleus amboinicus 'Variegatus')

## المواد الكيميائية النباتية
المركبات الكيميائية الرئيسية الموجودة في زيت نبات كوليوس أمبويينيكوس هي الكارفاكرول (28.65%)، الثيمول(21.66%)، ألفا هومولين (9.67%)، أوندكانال (8.29%)، غاما-تربينين (7.76%)، بي-سيمين (6.46%)، كاريوفيوليني أكسيد (5.85%)، ألفا-تيربينول (3.28%)، وبي-سيلينين (2.01%). تحليل آخر أظهر الثيمول (41.3%)، الكارفكرول (13.25%)، 1,8-سينيول (5.45%)، والأوجينول (4.40%)، كاريوفيولين (4.20%)، تربينولين (3.75%)، ألفا-بينين (3.20%)، بي-بينين (2.50%)، ميثيل يوجينول (2.10%)، وبي-فيلاندرين (1.90%). يمكن أن تعزى هذه الاختلافات إلى المنهجية المستخدمة في عملية الاستخراج، التغيرات الموسمية، نوع التربة، المناخ، التباينات الجينية والجغرافية للنبات.

## الزراعة
كوليوس أمبويينيكوس هو نبات سريع النمو يُزرع عادة في الحدائق وداخل الأواني. يتم تكاثره عن طريق قطع السيقان، ولكن يمكن أيضًا زراعته من البذور. في المناخات الجافة، ينمو العشب بسهولة في مكان نصف مظلل ذو تصريف جيد للمياه. هو حساس للصقيع (مناطق الصلابة الزراعية USDA 10-11)، وينمو جيدًا في الأماكن شبه الاستوائية والاستوائية، ولكن يمكن أن ينمو بشكل جيد في المناخات الباردة إذا تم زراعته في وعاء وتم نقله إلى الداخل أو نقله إلى مكان دافئ ومحمي في الشتاء. في هاواي وأماكن أخرى ذات المناخ الاستوائي الرطب، يتطلب النبات الشمس الكاملة. يمكن حصاده طوال موسم النمو لاستخدامه طازجًا أو مجففًا أو مجمدًا.

## الأسماء الشائعة
الأسماء الشائعة لكوليوس أمبويينيكوس في مناطق مختلفة:
- الزعتر الكبير في غرينادا، جزر الهند الغربية
- الأوريغانو الكوبي
- البوريج الريفي
- الزعتر الفرنسي[9]
- البوريج الهندي[9]
- النعناع المكسيكي (الاسم الشائع المفضل في الولايات المتحدة)[10]
- أوريغانو بروخو (أوريغانو الساحرة) في بورتو ريكو[9]
- الأوريغانو الفرنسي (في كوبا ومناطق أخرى ناطقة بالإسبانية)
- بودينا (في ترينيداد وتوباغو وغويانا وسورينام من قبل الجالية الهندية)
- نعناع الحساء[9]
- الزعتر الإسباني[10]
- الزعتر ذو الأوراق السميكة أو الزعتر ذو الأوراق العريضة[11]
- فاتيلو (في غوا، الهند، التي كانت مستعمرة برتغالية سابقة)

## معرض الصور

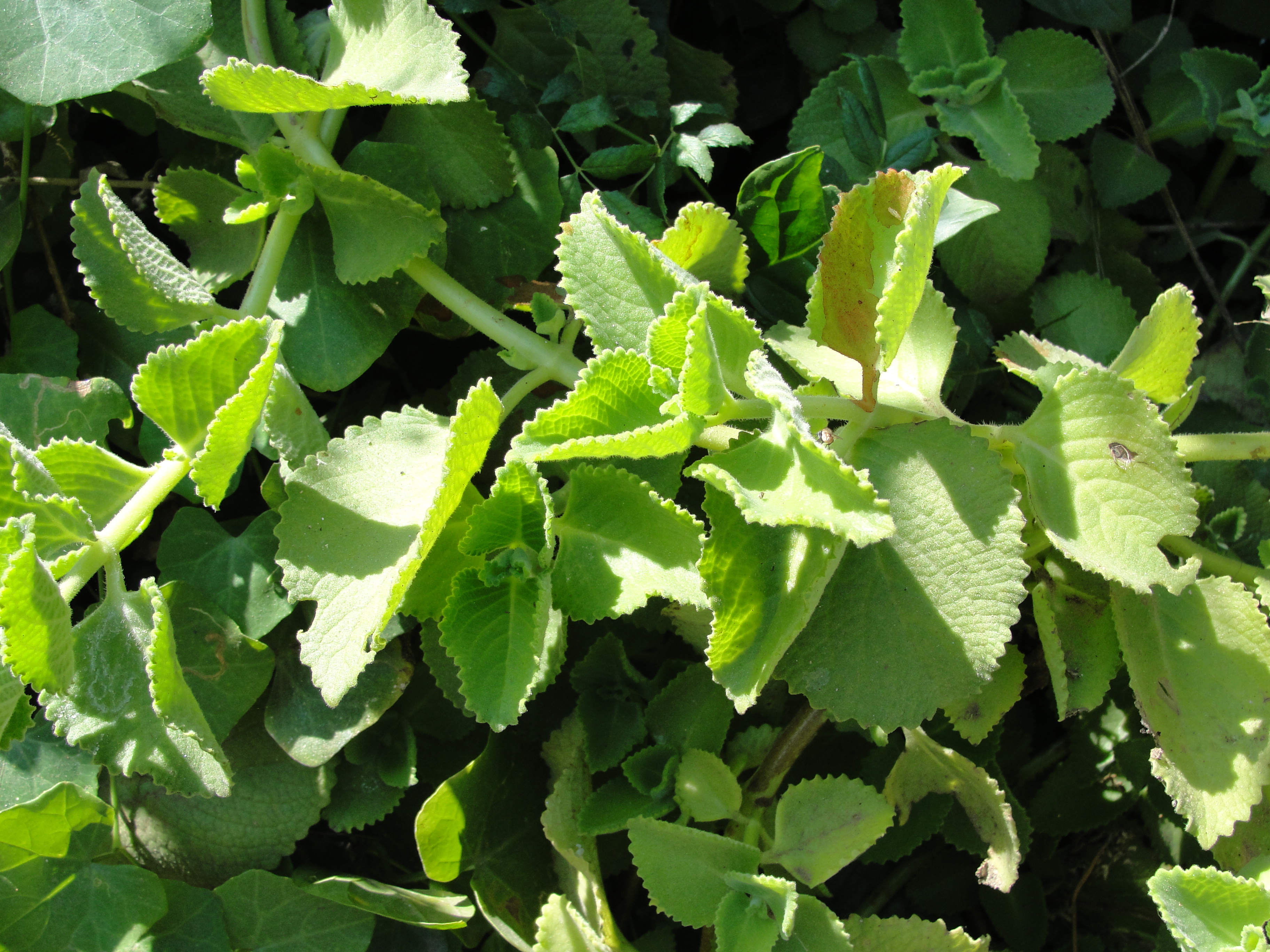
لسان الثور الهندي
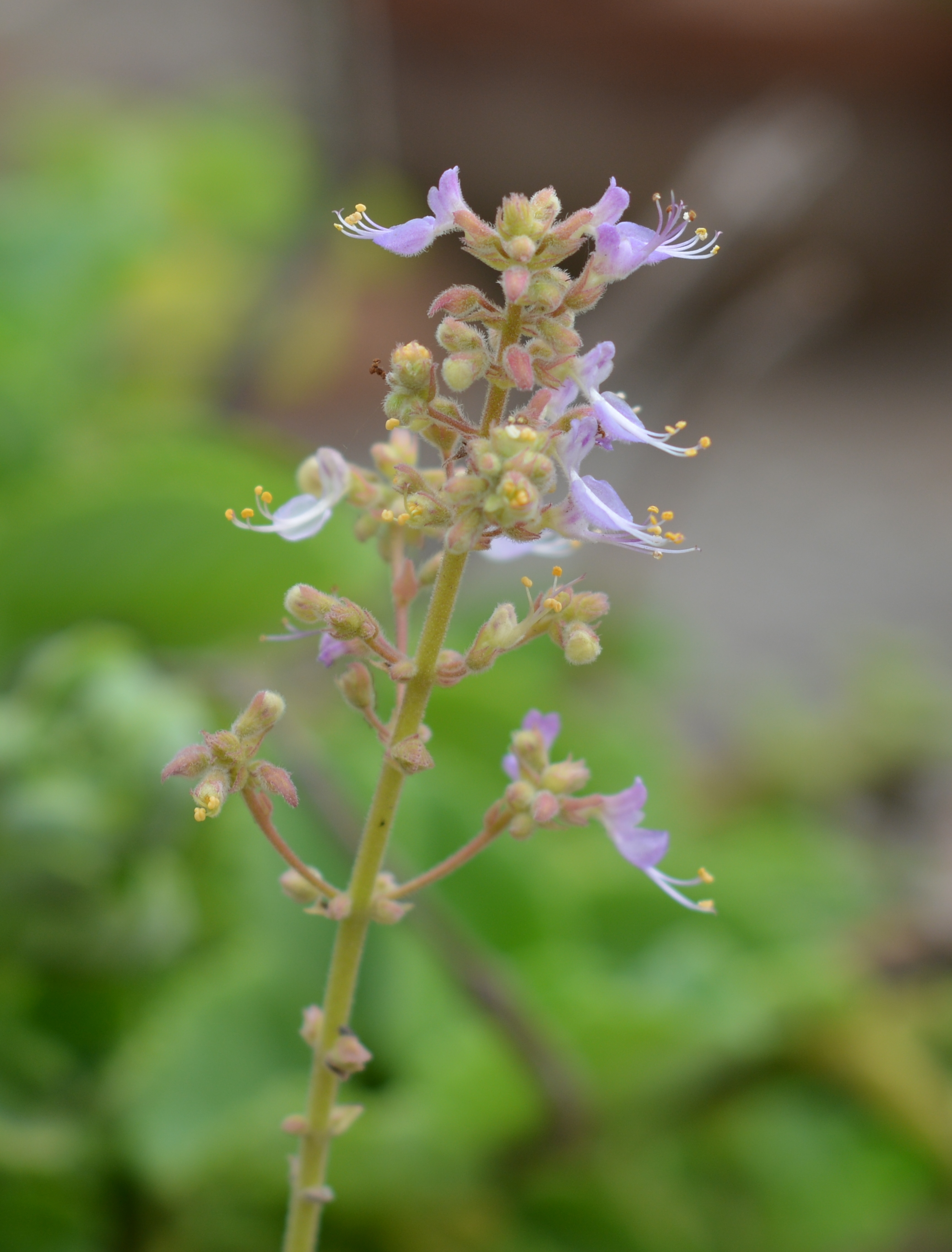
الزهور
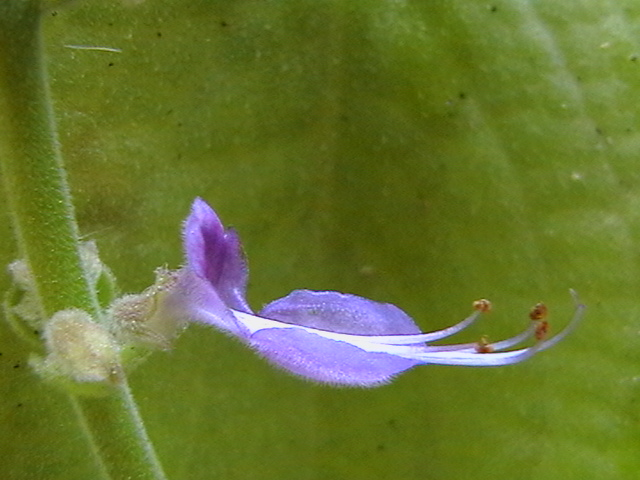
ورد
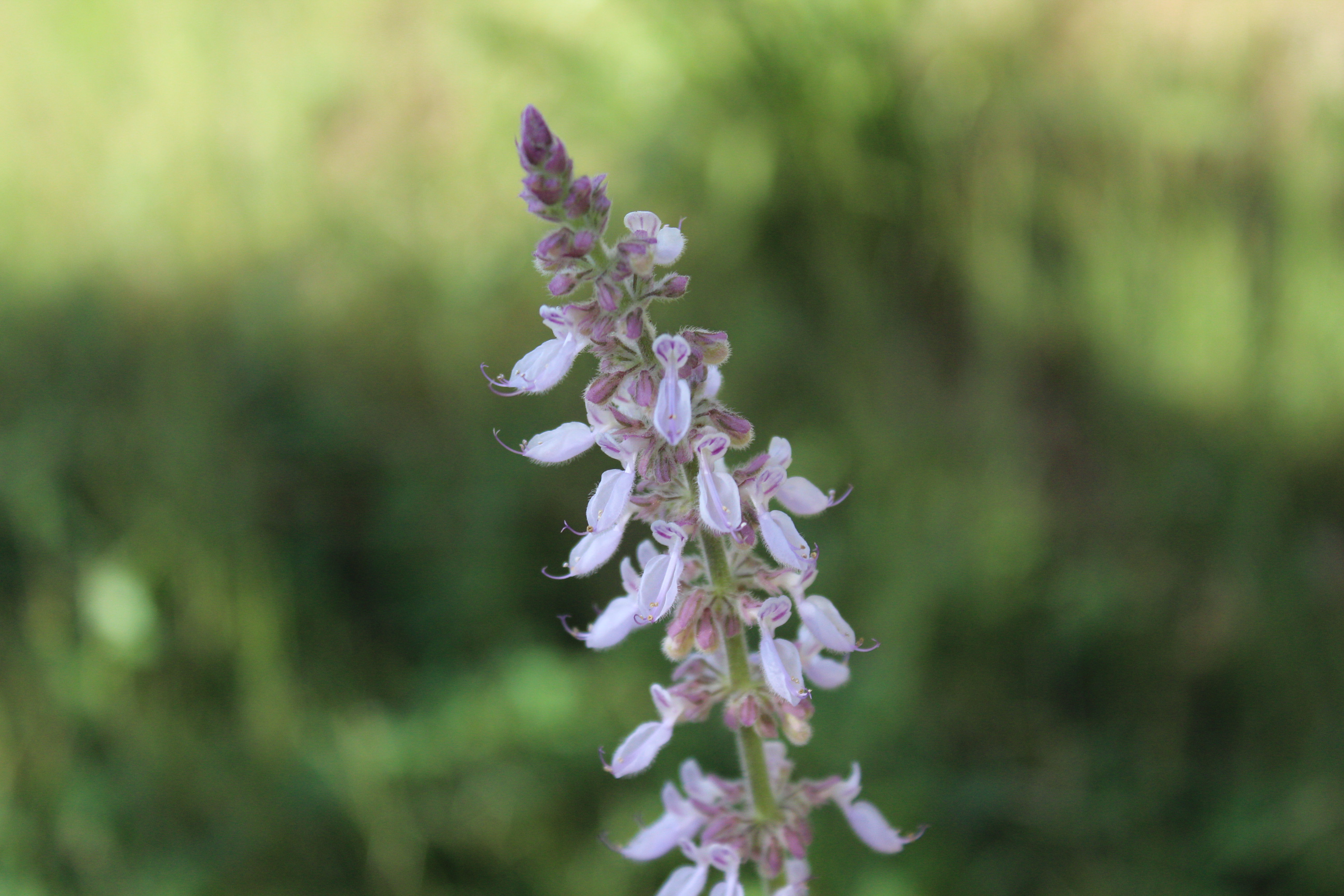
الزهور